# Maison de Vojin et Miloje Pavlović à Dulene
La maison de Vojin et Miloje Pavlović à Dulene (en serbe cyrillique : Кућа Војина и Живојина Павловића у Дуленима ; en serbe latin : Kuća Vojina i Živojina Pavlovića u Dulenima) se trouve à Dulene, sur le territoire de la ville de Kragujevac et dans le district de Šumadija, en Serbie. Elle est inscrite sur la liste des monuments culturels protégés de la république de Serbie (identifiant no SK 722).

## Présentation
De plan rectangulaire, la maison des frères Pavlović est dotée de hautes fondations en pierres et de murs à combages ; un sous-sol s'étend sous une partie du bâtiment. Le toit à quatre pans est recouvert de tuiles.
En juillet 1941, la maison a abrité le quartier général du Détachement de Partisans de la région de Levač et de Kragujevac puis, en novembre de la même année, le quartier général de la région de Pomoravlje et d'une partie de la région de la Šumadija.
Aujourd'hui transformée en musée, la maison abrite une collection de photographies liées aux événements de cette époque.